# Oregon City
Oregon City is een plaats (city) in de Amerikaanse staat Oregon, en valt bestuurlijk gezien onder Clackamas County.

## Demografie
Bij de volkstelling in 2000 werd het aantal inwoners vastgesteld op 25.754. In 2006 is het aantal inwoners door het United States Census Bureau geschat op 30.667, een stijging van 4913 (19,1%).

## Geografie
Volgens het United States Census Bureau beslaat de plaats een oppervlakte van 21,6 km², waarvan 21,1 km² land en 0,5 km² water. Oregon City ligt op ongeveer 171 m boven zeeniveau.

## Plaatsen in de nabije omgeving
De onderstaande figuur toont nabijgelegen plaatsen in een straal van 8 km rond Oregon City.